# Erectiestoornis
Een erectiestoornis (Engels: Erectile dysfunction (ED)) is het onvermogen om een erectie van de penis te verkrijgen of te behouden die voldoende is om goede geslachtsgemeenschap te kunnen hebben. Dit is onafhankelijk van het vermogen tot het hebben van een zaadlozing en onafhankelijk van de vruchtbaarheid van de man. Een erectiestoornis is een vorm van impotentie. De ICD-10 maakt onderscheid tussen impotentie van organische oorsprong (N48.4) en psychogene impotentie (F52.2).

## Erectiemechanisme
Een erectie kan op vele manieren tot stand komen: door aanraking van de penis, door visuele of geestelijke opwinding, bijvoorbeeld het kijken naar pornografie, het denken aan seks of seksuele fantasieën. De veel voorkomende ochtenderectie wordt echter vaak veroorzaakt door een lichamelijke reactie, niet een seksueel getinte droom. De seksueel getinte droom is juist een gevolg van het hebben van een erectie tijdens de slaap. De ochtenderectie is een gevolg van een mechanisme in het mannelijk lichaam.

## Oorzaken van impotentie
Impotentie kan lichamelijke oorzaken hebben als te lage hormoonspiegels, neurologische problemen, onvoldoende bloedtoestroom of psychologische problemen. Vooral als een man bang is om een erectiestoornis te hebben (prestatiedrang) kan het gebeuren dat door de spanning het systeem het inderdaad laat afweten. Dit levert potentieel een negatieve spiraal op waardoor helemaal geen erectie meer wordt verkregen wanneer seksuele prikkeling aanwezig is.
Over het algemeen is de oorzaak psychologisch, maar als ook de niet-seksuele ochtenderectie ontbreekt is het waarschijnlijker dat een lichamelijke oorzaak ten grondslag ligt aan de storing.

### Geestelijke oorzaken
Een aantal vooroordelen op seksueel gebied, die voor erectieproblemen kunnen zorgen zijn:
- De man moet presteren.
- De man moet altijd zin hebben in seks.
- De man moet altijd klaarkomen.

Daarnaast kunnen vervelende ervaringen op seksueel gebied, spanningen op het werk of een verstoorde verstandhouding met de partner invloed hebben op de erectie.
Onderzoek wijst uit dat ook problematisch pornogebruik een oorzaak van de erectieproblemen kan zijn. Uit het onderzoek blijkt dat problematisch gebruik van porno kan leiden tot erectieproblemen bij fysiek contact met een partner. Bij ´problematisch´ gaat het om mannen die het bijvoorbeeld moeilijk vinden om hun kijkgedrag te beperken, die kijken vanuit eenzaamheid, die sociale activiteiten afzeggen om naar porno te kijken of niet zonder porno kunnen masturberen. Wanneer een erectie stoornis zich voordoet door problematisch pornogebruik lijkt het probleem ’tussen de oren’ te zitten. Het gaat dan niet over biologische erectiestoornissen. Een viagrapil kan dit probleem dus niet oplossen, want ook daar is opwinding cruciaal.
Enkele andere mogelijke psychologische oorzaken zijn:
- depressie
- angst
- stress
- boosheid op de partner
- verdriet/rouw
- nervositeit
- faalangst
- opvoeding (seks is slecht/vies)
- vervelende seksuele ervaringen (misbruik/aanranding)
- communicatieproblemen met de partner
- negatief zelfbeeld (vaak op klinische punten)
- Anorexia nervosa

Veelal kunnen deze klachten aangepakt worden door beter te communiceren met de partner en deze vooroordelen weg te nemen. Soms is de hulp van een seksuoloog en psycholoog ook nodig.

### Lichamelijke oorzaken
Er zijn tal van lichamelijke oorzaken, maar over het algemeen is de doorbloeding naar de penis niet goed. Men moet hierbij denken aan factoren als:
- Overgewicht
- Hoog cholesterol gehalte
- Hoge bloeddruk
- Suikerziekte
- Bestraling van de prostaat, prostaatoperatie
- Hoog prolactine gehalte tgv. een prolactinoom
- neurologische aandoeningen
- Multiple Sclerose
- Het niet goed functioneren van de bekkenbodemspieren (m. ischiocavernosus en m. bulbospongiosis)

Naast deze factoren zijn er ook nog een aantal levensstijlfactoren. Men moet hierbij denken aan: roken, drugsgebruik, stress en alcoholmisbruik. Ook kunnen sommige medicijnen een erectiestoornis veroorzaken.

## Lichamelijk onderzoek
Slechts zelden zal een lichamelijk onderzoek nodig zijn om de oorzaak van de erectiestoornis vast te stellen. Meestal is een man al bekend met een chronische ziekte of medicatiegebruik of zijn er andere omstandigheden die het probleem kunnen veroorzaken. De anamnese is het belangrijkste diagnosticum. Is er onzekerheid over de oorzaak dan kan het beste een psychofysiologisch onderzoek in een speciaal daartoe uitgerust laboratorium plaatsvinden door middel van meting van de reactie van de penis bij het kijken naar erotisch materiaal. Een arts-seksuoloog kan daartoe een indicatie stellen.

## Behandeling
Behandeling van een erectiestoornis is erg afhankelijk van de achterliggende oorzaak. Mogelijkheden zijn:
- Voorlichting, uitleg en leefstijladviezen
- Psychologische behandeling
- Medicamenteuze behandeling. In de jaren negentig van de 20e eeuw is voor het eerst een symptoombestrijdend middel tegen impotentie op de markt gekomen onder de naam Viagra. Daarna volgden nog twee andere middelen: Cialis en Levitra. De werkzame component van Viagra, sildenafil, versterkt de werking van NO dat in het lichaam als signaalmolecuul voor de erectie dient. Viagra, Levitra (werkzame component: vardenafil) en Spedra (werkzame component: avanafil) zijn kortwerkende middelen en na inname 4-5 uur beschikbaar voor hun werking. Cialis (werkzame component: tadalafil) is een langwerkend middel en na inname 36 uur beschikbaar voor zijn werking. Andere middelen zijn een injectie in de penis met papaverine, een stof met vaatverwijdende eigenschappen.
- Hulpmiddelen, zoals een vacuümpomp. Hiermee kun je het bloed in de zwellichamen zuigen. Met de juiste apparatuur is snel een complete erectie en zaadlozing mogelijk. Deze techniek is ook toepasbaar als medicijngebruik ongewenst of verboden is. Verder hoort een operatief geplaatste prothese ook tot de mogelijkheden. Het is een hulpmiddel dat de penis niet geheel stijf maakt maar een penetratie is wel mogelijk.
- Bekkenfysiotherapie kan zeer effectief zijn bij erectiestoornis (wanneer er geen sprake is van een laag testosteron level, urologische abnormaliteiten, TURP operaties en mannen met neurologische aandoeningen).[5]